# I Will Praise You
I Will Praise You — девятый студийный альбом американской певицы современной христианской музыки Ребекки Сент-Джеймс, выпущенный 5 апреля 2011 года на лейблах Reunion Records/Beach Street Records/Essential Records. Об этом было объявлено 3 января 2011 года на официальной странице Сент-Джеймс в Facebook. Альбом был положительно встречен критиками и имел коммерческий успех. Он занял девятое место в чарте Billboard Hot Christian Albums и сто пятьдесят третье место в Billboard 200, что стало самым высоким показателем после альбома Worship God 2002 года. С альбома были выпущены два сингла: «Shine Your Glory Down» и заглавный трек.

## История
22 июля 2010 года, после почти пяти лет музыкального перерыва, Сент-Джеймс объявила, что пишет и записывает новый альбом, который должен выйти в 2011 году. 18 сентября она объявила, что записала вокал для трёх песен с альбома.
В ноябре она написала в Твиттере, что спела в церкви новую песню под названием «Everything» с грядущего альбома. Позже в том же месяце в официальном пресс-релизе было объявлено, что Сент-Джеймс рассталась со своим лейблом ForeFront Records после семнадцати лет работы. Она присоединилась к Provident Label Group, в которую входят Reunion Records, Beach Street Records и Essential Records. Также было упомянуто, что продюсером альбома выступил продюсер Casting Crowns Марк Миллер. 5 февраля на сайте Hearitfirst.com был опубликован официальный трек-лист с клипами на каждую песню.

## Отзывы
| Оценки критиков     | Оценки критиков |
| Источник            | Оценка          |
| ------------------- | --------------- |
| AllMusic            | [ 6 ]           |
| Jesus Freak Hideout | [ 7 ]           |
| Christianity Today  | [ 8 ]           |
| Cross Rhythms       | [ 9 ]           |

Альбом получил положительные отзывы от музыкальных критиков.
В основном критики отмечали зрелость современного звучания Ребекки Сент-Джеймс. В своём превью к альбому Jesus Freak Hideout назвали его «достойным предзаказа». Они посчитали, что это хорошая музыкальная платформа для Сент-Джеймс, сказав: «Для поклонников Ребекки или современного поклонения, которое не полностью придерживается обычной формулы, I Will Praise You станет достойным представлением Сент-Джеймс в музыкальном мире… и проектом поклонения, который будет выделяться из общей массы…».

## Коммерческий успех
Альбом дебютировал под № 18 в чарте Billboard Hot Christian Albums, на четыре места ниже, чем альбом 2005 года If I Had One Chance to Tell You Something. Позже он достиг вершины на № 9, что стало самым высоким показателем с 2002 года, когда вышел Worship God. Альбом также занял 153-е место в основном американском хит-параде Billboard 200, что стало её первым появлением в чарте после альбома Live Worship: Blessed Be Your Name, который занял 187-е место. Кроме того, это её второй самый высокий альбом в чарте после Worship God, который достиг вершины на 94-й позиции.

## Список композиций
| №   | Название                                        | Автор(ы)                                        | Длительность |
| --- | ----------------------------------------------- | ----------------------------------------------- | ------------ |
| 1.  | «I Will Praise You»                             | Jonathan Lee, Rebecca St. James, Fred Williams  | 4:20         |
| 2.  | «You Never Let Go» (Matt Redman cover)          | Beth Redman, Matt Redman                        | 4:16         |
| 3.  | «Shine Your Glory Down»                         | St. James, Jason Ingram                         | 3:34         |
| 4.  | «You Still Amaze Me»                            | St. James, Mia Fieldes                          | 3:47         |
| 5.  | «In a Moment»                                   | Michael Neale, Joel Smallbone                   | 4:42         |
| 6.  | «The Kindness of Our God»                       | J. Smallbone, St. James, Williams               | 4:22         |
| 7.  | «When the Stars Burn Down (Blessing and Honor)» | Lee, Jennie Lee Riddle                          | 4:16         |
| 8.  | «Almighty God»                                  | Ingram, Stu Garrard, Paul Mabury, John Thatcher | 4:58         |
| 9.  | «You Hold Me Now» (Hillsong cover)              | Matt Crocker, Reuben Morgan                     | 5:22         |
| 10. | «You Make Everything Beautiful»                 | St. James, Williams, Luke Smallbone             | 3:05         |

## Чарты
| Чарт (2011)                      | Высшая позиция |
| -------------------------------- | -------------- |
| США (Billboard 200)              | 153            |
| США (Billboard Christian Albums) | 9              |